# 田义墓
39°56′05″N 116°09′30″E / 39.934779°N 116.158298°E
田义墓又称慈祥庵、石香炉庵，位于北京市石景山区翠微山脚下，模式口大街80号，北距法海寺约1华里，是目前全国范围内唯一保存最完好、规格最高、石刻最精美的明代太监墓，同时也是全国首座对外开放的明清宦官墓园。2006年成为北京市文物保护单位。 

## 历史沿革
田义墓建于明万历三十三年（1605年），葬有明朝万历皇帝身边最宠幸的当红大太监田义及其他十几位明清太监的墓群。到了清代，此墓已废弃，无人管理。有一僧人至此，对墓园景物十分鍾爱，恐其遭贪利奸徒破坏，于是奏请康熙皇帝批准，在墓园东邻建“慈祥庵”一座，称为“东曲”，并将田义墓作为“西曲”归入庵中。又由于庵前有一巨大的石香炉，“石香炉庵”便由此得名。慈祥庵有殿宇两进，三楹，内供观世音像，两侧为禅堂，有一小门与田义墓相通。目前殿宇作为“北京宦官文化陈列馆”展室。

## 田义其人
宦官田义，号渭川，陕西华阴人，生于明嘉靖十三年（1534年），九岁入宫，历经嘉靖、隆庆、万历三朝。是明万历年间司礼监的掌印太监，兼掌酒醋麵局印，曾被任命镇守南京。万历皇帝非常器重他，经常委以军政重任，并给予蟒袍玉带等特殊礼遇，一生享尽了荣华富贵。死后皇帝特赐他模式口茔地一区作为佳城。他以后有十几位太监羡慕田义的人品和威望并追随他而葬在了田义的墓地中，因此形成一个规模不大，但内容丰富的太监墓群。

## 建筑特色
田义墓结构保存比较完整，现存有门楼、华表、文武石像生、棂星门、3座碑亭、享殿、石供、寿域门及地宫等。墓内的地宫现已打开，出土墓志一方和楠木棺板2块。由于田义墓曾多次被盗，随葬珍贵明器已被洗劫一空。
田义墓区的大量石刻有极高的艺术和欣赏价值，代表了明代后期的石刻艺术，精湛、细巧。这里的石刻内容丰富，有八音、八宝、七珍、文房四宝，有谐音寓意的吉祥图案，有民间流传的八仙人物等，还有历史故事、民间传说如苏武牧羊、羊续悬鱼等。神道两旁的文臣、武将的服饰和碑的形制以及大量的龙的雕刻，做工细致精巧。墓区内所有的石雕上都分别刻有动物、植物、人物、器乐、山石流泉，造型多样，体态端庄。

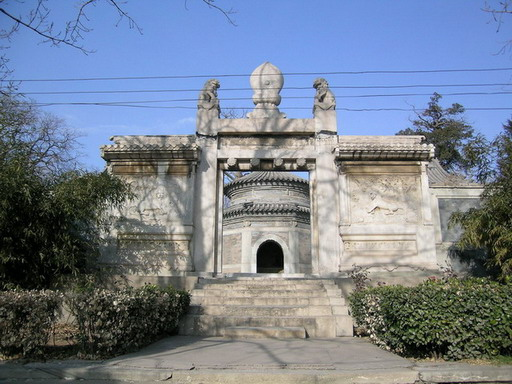
墓园石门
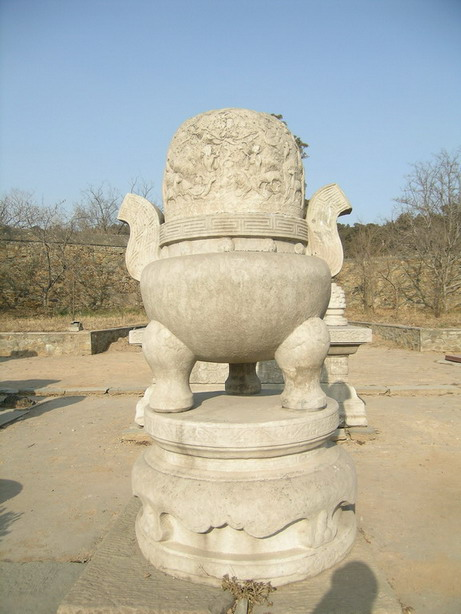
石香炉
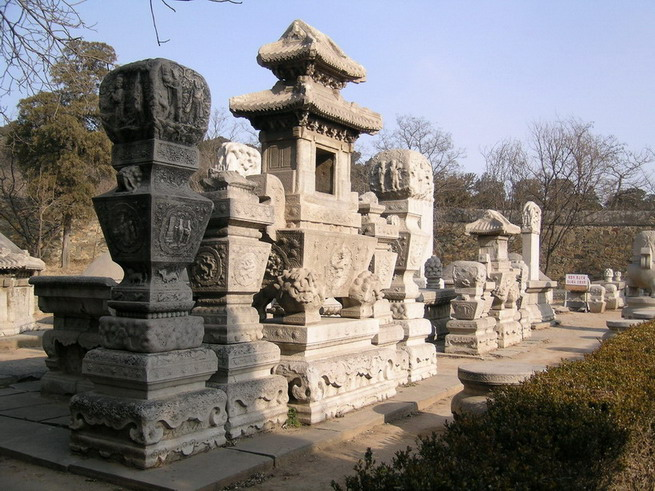
石供